# 玛尔切拉·莫尔多万-扎克
玛尔切拉·莫尔多万-扎克（羅馬尼亞語：Marcela Moldovan-Zsak，1956年6月3日—），罗马尼亚女子击剑运动员。她曾代表罗马尼亚参加1976年、1980年和1984年夏季奥林匹克运动会击剑比赛，其中1984年奥运会获得一枚银牌。